# Приватна гімназія для дівчат Зофії Стржалковської
Приватна гімназія для дівчат Зофії Стржалковської - польська школа, заснована у Львові часів Другої Польської Республіки зі статусом гімназії.

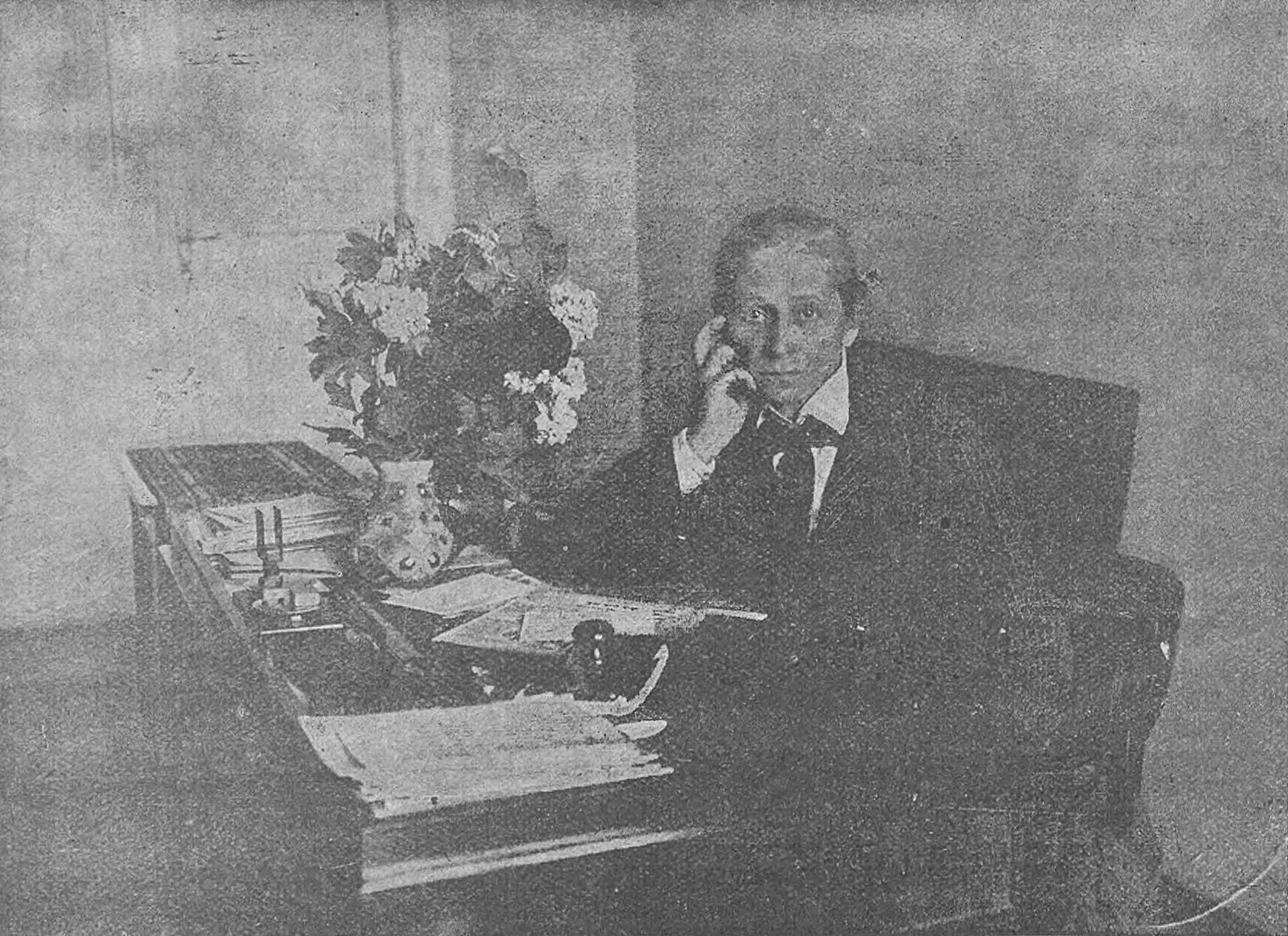
Зофія Стржалковська

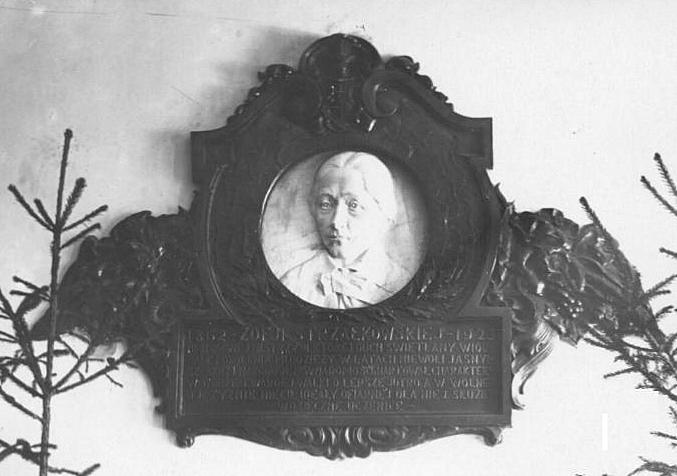
Меморіальна дошка Зофії Стржалковської на будівлі школи (1924 р.)

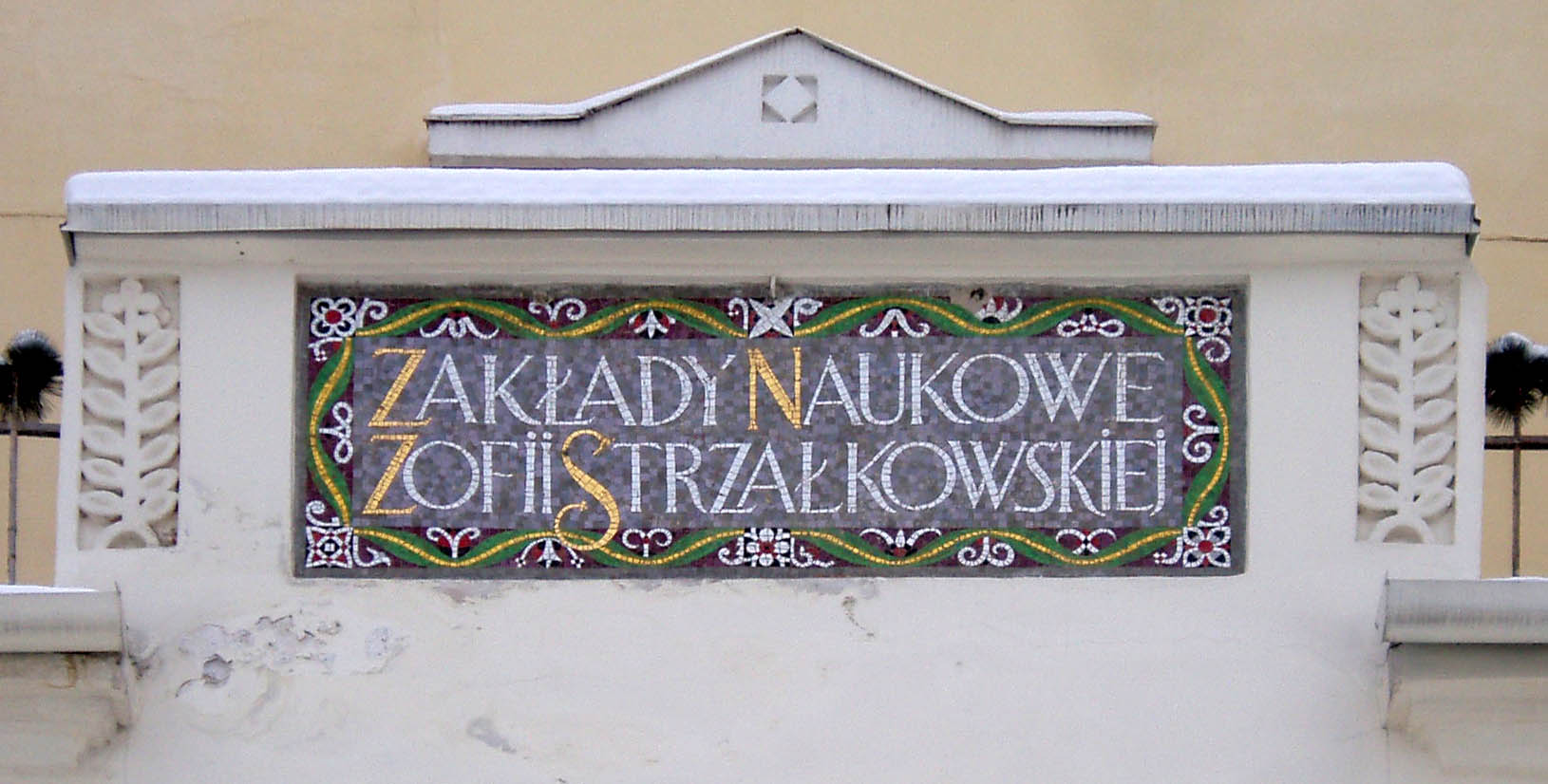
На фасаді залишилася назва школи

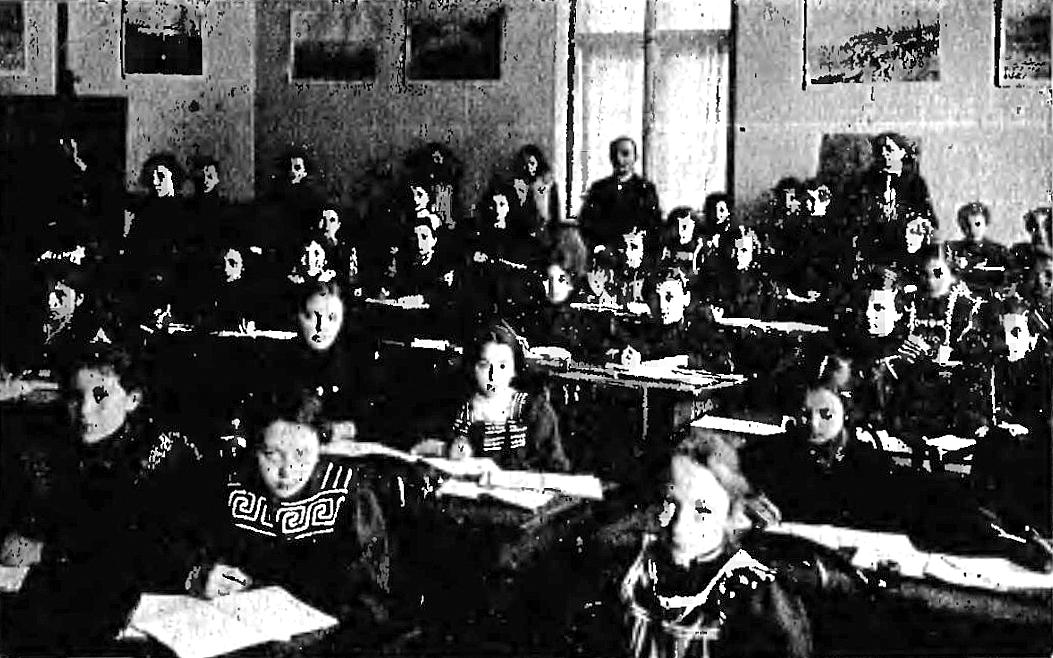
Урок середньої школи (близько 1911 р.)

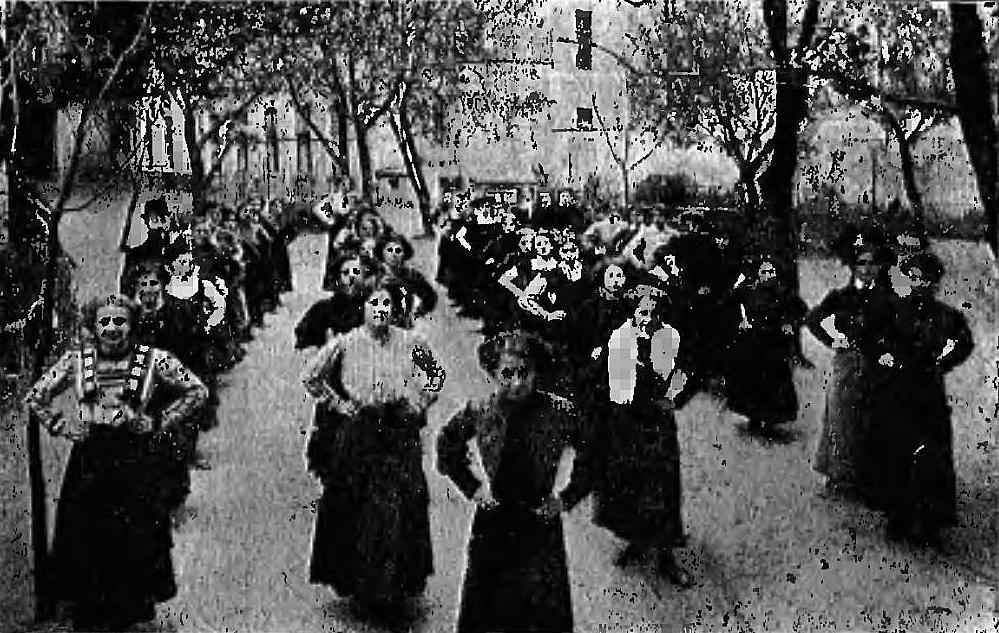
Гімнастика для школярок (близько 1911 р.)

## Історія
Навчальний заклад був відкритий 1 вересня 1895 року під назвою «шестикласна жіноча середня школа». Таким чином, це була перша середня школа для дівчат у Польщі з програмою молодшої середньої школи. Засновником кафедри була викладачка Зофія Стржалковська. У тодішні роки австрійського панування бракувало жіночих шкіл, а існуючі не відповідали соціальним вимогам. У 1900 р. відбулася перша атестація для вшколярок школи, яка була організована в гімназії ім. Короля Стефана Баторія у Львові. Рескрипт Міністерства віросповідань і освіти від 23 листопада 1904 р. надав право діяльності чотирьом вищим класам, які відтепер прийняли термін вищої гімназії та навчальний план, відповідний тому, що проводився в державних гімназіях. Два нижчі класи в школі були підготовчим курсом до старших.
У 1905 р. розпочався процес перетворення шестикласної середньої школи на восьмикласну жіночу гімназію з планом навчання, відповідним навчанню в державних гімназіях. 1 вересня 1905 р. був відкритий перший клас восьмирічної гімназії, який отримав права громадськості за рескриптом Імператорсько-королівської Міністерство релігійних справ і освіти від 22 червня 1906 р.. У 1906/1907 навчальному році був відкритий другий курс гімназії, який отримав права громадськості за рескриптом Імператорсько-королівського Міністерство релігійних справ і освіти від 4 травня 1907 р.. 1 вересня 1907 року планувалося аналогічно відкрити третій клас. Тоді ж були закриті попередні підготовчі курси. Міністерство віросповідань і освіти від 4 травня 1907 р. і 15 лютого 1908 р. надавало всім восьми класам закладу право здавати середню школу та видавати атестати зрілості. З 27 травня по 1 червня 1907 року відбулася перша середня атестація.
На початку ХХ століття школа діяла як «Львівська приватна жіноча гімназія Зофії Стржалковської» (з правом на публічний доступ за рескриптом Міністерства релігійних справ і освіти від 4 травня 1907 р.), відп. «Приватна жіноча гімназія з правом публічності Зофії Стржалковської у Львові».
У 1910 році в школі навчалося 300 дівчат, а в навчальному році загальна кількість учениць гімназії та педагогічного училища зросла до 522. Навчання в школі проводилося за принципами педагогіки Монтессорі. Для учениць організовувалися наукові подорожі Галичиною, а в шкільній освіті, завдяки засновнику, робили наголос на вихованні в національно-патріотичному польському дусі, зокрема, відзначалися ювілеї, пов’язані з історією Польщі. Стржалковська мала намір навчати в школі в дусі філаретських принципів «Батьківщина, наука, чеснота». У школі викладали вчителі та вчительки, переважно з Львівських державних гімназій. Методика навчання вважалася найсучаснішою і була прийнята іншими заводами.
У розпорядженні гімназії була будівля з 1903 року. У 1908/1909 навчальному році до двоповерхового будинку було прибудовано флігель. Наприкінці першого десятиліття ХХ століття це була двоповерхова будівля з двома такими флігелями. У будівлі школи було також жіноче вчительське училище, дитячий садок, школа-інтернат для дівчат із-за міста. У Наукових інститутах Зофії Стржалковської існувала також народна школа (4-класна), тому вся установа охоплювала всі типи шкіл, а її засновниця вважалася першопроходицею у галузі жіночої освіти. Поруч з будинком школи був спортивний майданчик, спортзал, сад, у будівлі створено каплички для богослужінь. До 1913 року заклад знаходився на вулиці Панська, 16. 5 червня 1913 року школа переїхала до власної будівлі на вулиці Зеленій, 22, освячену цього дня. Школа розміщувалась у чотириповерховому будинку на місці колишнього палацу Замойських. Він складався з головного корпусу та двох бічних крил. З того часу тут діяли гімназія, середня школа, семінарія та гостьовий будинок під керівництвом Зофії Стржалковської. Проектувальником споруди виступив А. Захаревич з фірми Zachariewicz Sosnowski. Під час відкриття будівля була повністю обладнана та викликана захопленням у пресі у Львові. Окрім лекційних залів (розташованих на першому та першому поверсі), були, серед інших, умивальники, окремі шафи для речей. Лекційний зал у будівлі мав 240 квадратних метрів і мав двоповерхову висоту. На другому і третьому поверхах розташовувалися кімнати для вихованок школи, навчальні кімнати, лабораторії, спортивний зал, простора їдальня-тераса, оранжерея. Шкільні коридори були прикрашені розписом. Будівля мала систему вентиляції приміщення, яка працювала 2-4 рази на годину.
Приблизно з 1912 року школа діяла як «Жіночий науково-дослідний інститут на праві громадськості Зофії Стржалковської у Львові». З 1913/1914 р. в реорганізованому шкільному приміщенні було введено новий план роботи. У його рамках створено: дитячий сад (пробіг для дітей 5-7 років за методом Фребеля, також відомий як сад Фребловського), чотирирічний курс народної школи (підготовка для середньої школи), середня школа (тобто молодша школа, де з третього курсу освіта поділялася на класичну та реальну середню школу, викладання сучасних мов замість грецької), жіночий вчительський семінар (з можливістю навчання з 15 років), школа прикладного мистецтва (школи Марії Томашевської), побутова школа (готує жінку до ролі господині та матері), музична школа (у тому числі за методом для дітей Папе-Карпентьє), школа-інтернат (для учениць за містом).
З 2 по 25 квітня 1914 року підопічні Інституту перебували в поїздці до Італії на чолі з проф. Олександром Мединським. Засновниця школи, Зофія Стржалковська, була власницею і настоятелькою як гімназії, так і семінарії. У навчальному році до гімназії було зараховано 306 учениць.
Під час Першої світової війни в серпні 1914 року в школі розмістився Східний легіон. Пізніше при школі був польовий госпіталь, організований Стржалковською, аж до вступу російської армії 3 вересня 1914 року. Засновнику інституту вдалося відновити науку, але школу закрили влади російської окупації. Тому вона перейшла в іншу сферу громадської діяльності, відкривши в жовтні 1914 р. «Дешеву кухню для інтелігенції», що функціонувала в будинку «Сокола-Мацежи» (щодня відвідувало цей заклад близько 1500 осіб). Водночас вона продовжувала шукати роботу в своїй школі, що було успішно, і 5 березня 1915 року Науково-освітні установи були відновлені.
29 грудня 1923 року померла засновниця і власниця школи Зофія Стржалковська. У 1924 році на будівлі Наукового інституту було відкрито меморіальну дошку. Після відновлення незалежності Польщею влада Другої Республіки Польща заснувала «Жіночий науковий заклад з правом публічності імені Зофії Стржалковської» (розпорядженням Міністра релігійних конфесій і народної освіти від 5 грудня 1925 р. жіноча гімназія Зофії Стшалковської отримала повні права державної гімназії на 1925/1926 навчальний рік, також право публічності). У 1920-х роках школа ще діяла в будівлі за адресою вул. Зелена 22, в якій було вісім навчальних кімнат, амфітеатр, спортзал, хімічний та музичний кабінети, а також шкільний парк і два спортивні майданчики. У 1920-х роках продовжувалося виховання учнів у польському національно-патріотичному дусі, окрім навчання організовувалися екскурсії, літні табори, театральні та кінотеатри, театральні вистави, виставки, концерти, світські збори, шкільна ощадна каса, комплексний догляд через фізкультуру та оздоровлення, ларьок шкільного приладдя, хор, оркестр, осередок Червоного Хреста, журнал «Słoneczny Szlak».
1 жовтня 1926 р. у складі наукових відділів було відкрито Охоронно-господарський семінаріум.
Після реформи Єнджеевича школа функціонувала як «приватна жіноча гімназія Зофії Стржалковської у Львові», а в 1938/1939 навчальному році мала права державних загальних середніх шкіл.
На території сучасної Української держави діє середня школа № 6.

## Директори
Директори гімназії
- Роберт Клеменсевич (штатний проф. C.K. IV середньої школи у Львові, приблизно до 1908 року)[35][36]
- Францішек Бізон (штатний проф. C.K. IV середньої школи у Львові, приблизно з 1908 по 1910 рік)[37][38][39][40]
- вакансія (бл. 1910/1911)[41]
- Міхал Богуш (відставний професор середньої школи, приблизно з 1910/1911)[42][43][44][45]
- Володимир Бурштинський (близько 1923/1924)[46]
- Олександр Мединський (штатний проф. IX Державної середньої школи у Львові, 1920-ті роки)[47][48][49]

Викладачі вчительської семінарії
- Роман Москва (1920-ті, до 1925/1926)[50][51][52]
- д-р Кароль Ніттман (з 16 серпня 1926 р.)[53]

Директори семінару з економіки та безпеки
- Д-р Кароль Ніттман (з 1 жовтня 1926 р.)[54].

## Учительство
- д-р Майер Балабан - релігія
- Францишзек Бізон - латинська мова
- Міхал Богуш - латинська мова, грецька мова
- Ян Брайк - грецька мова
- Казімеж Сієльський - природна історія
- Доктор Бенедикт Фулінський - природна історія
- Бонавентура Гращинський - грецькам сова
- д-р Роман Ямрогевич - фізика
- Роберт Клеменсвич - універсальна історія
- Маріан Кукіель - історія
- Ядвіга Лечиська - історія
- Антоні Ломницький - математика
- Єва Малечинська - історія
- Олександр Мединський - географія, історія
- д-р Кароль Нітман - географія, історія
- Віктор Осецький - географія, історія
- Август Пасокудзі - історія
- Болеслав Поммерський - польська мова
- Владислав Подляча - пропедевтика філософії
- Зофія Сколоздро - біологія
- д-р Францишзек Смолька - польська мова
- Владислав Сомбара - математика
- ксьондзь Щепан Шидельський - катехіст Римсько-католицька релігія
- д-р Владислав Вітвіккі - пропадевтика філософії
- д-р Вальтья Ворбель - грецька мова
- д-р Юліуш Залески - польська мова

## Випускниці
- Марія Казецька - письменниця (до 1900 р.)
- Ядвіга Будзіш-Буйновська - художниця (1914)
- Зофія Дзюржинська-Росінська - художниця (до 1916 р.) [55]

Школярки
- Болеслава Стармах - ботанічка
- Стефанія Стіпаль - викладачка

## Виноски
1. 1 2 3 4 5 6 7 8 9 10 11 12 13 14 15 16  Sprawozdanie Dyrekcyi Prywatnego Gimnazjum Żeńskiego Zofii Strzałkowskiej we Lwowie za rok szkolny 1906/07. Lwów. 1907. с. 58—59.
2. 1 2 3 4 5 6 7 8 9 10 11 12 13 14  Sprawozdanie Zakładu Naukowego Żeńskiego z prawem publiczności Zofii Strzałkowskiej za rok szkolny 1912/13. Lwów. 1913. с. 5—15.
3. 1 2 3 4 5 6 7 8 9 10  Zofia Strzałkowska i jej szkoła. 14 липня 2016.
4. 1 2 3 4 5 6 7 8 9  Sprawozdanie Zakładu Naukowego Żeńskiego z prawem publiczności im. Zofii Strzałkowskiej za rok szkolny 1925/6. Lwów. 1926. с. 3—14.
5. ↑  Sprawozdanie Dyrekcji Prywatnego Gimnazjum Żeńskiego Zofii Strzałkowskiej we Lwowie za rok szkolny 1907/08. Lwów. 1908. с. 52.
6. ↑  Sprawozdanie Dyrekcyi Prywatnego Gimnazjum Żeńskiego Zofii Strzałkowskiej we Lwowie za rok szkolny 1906/07. Lwów. 1907. с. 1.
7. ↑  Sprawozdanie Dyrekcyi Prywatnego Gimnazjum Żeńskiego Zofii Strzałkowskiej we Lwowie za rok szkolny 1909/10. Lwów. 1910. с. 1, 90.
8. ↑  Sprawozdanie Dyrekcyi Prywatnego Gimnazjum Żeńskiego Zofii Strzałkowskiej we Lwowie za rok szkolny 1909/10. Lwów. 1910. с. 90.
9. ↑  Sprawozdanie Dyrekcyi Prywatnego Gimnazjum Żeńskiego Zofii Strzałkowskiej we Lwowie za rok szkolny 1909/10. Lwów. 1910. с. 97—90.
10. 1 2 3  Kronika. † Zofia Strzałkowska. Nr 1. 1 stycznia 1924: 5. {{cite journal}}: |volume= має зайвий текст (довідка)
11. ↑  Sprawozdanie Dyrekcyi Prywatnego Gimnazjum Żeńskiego Zofii Strzałkowskiej we Lwowie za rok szkolny 1906/07. Lwów. 1907. с. 35—37.
12. ↑  Sprawozdanie Dyrekcji Prywatnego Gimnazjum Żeńskiego Zofii Strzałkowskiej we Lwowie za rok szkolny 1907/08. Lwów. 1908. с. 23.35.
13. ↑  Sprawozdanie Dyrekcyi Prywatnego Gimnazjum Żeńskiego Zofii Strzałkowskiej we Lwowie za rok szkolny 1909/10. Lwów. 1910. с. 43—45.
14. ↑  Sprawozdanie Dyrekcyi Prywatnego Gimnazjum Żeńskiego Zofii Strzałkowskiej we Lwowie za rok szkolny 1910/11. Lwów. 1911. с. 41—43.
15. ↑  Sprawozdanie Dyrekcyi Prywatnego Gimnazyum Żeńskiego Zofii Strzałkowskiej we Lwowie za rok szkolny 1908/9. Lwów. 1909. с. 56.
16. ↑  Sprawozdanie Dyrekcyi Prywatnego Gimnazjum Żeńskiego Zofii Strzałkowskiej we Lwowie za rok szkolny 1909/10. Lwów. 1910. с. 90—91.
17. ↑  Szematyzm Królestwa Galicyi i Lodomeryi z Wielkim Księstwem Krakowskiem na rok 1912 (PDF). Lwów. 1912. с. 725.
18. ↑  Szematyzm Królestwa Galicyi i Lodomeryi z Wielkim Księstwem Krakowskiem na rok 1914 (PDF). Lwów. 1914. с. 801.
19. ↑  Szematyzm Królestwa Galicyi i Lodomeryi z Wielkim Księstwem Krakowskiem na rok 1913 (PDF). Lwów. 1913. с. 648.
20. ↑  Sprawozdanie Zakładu Naukowego Żeńskiego z prawem publiczności Zofii Strzałkowskiej za rok szkolny 1912/13. Lwów. 1913. с. 1.
21. 1 2 3 4 5 6 7 8  Sprawozdanie Zakładu Naukowego Żeńskiego z prawem publiczności Zofii Strzałkowskiej za rok szkolny 1912/13. Lwów. 1913. с. 23—27.
22. ↑  Sprawozdanie Zakładu Naukowego Żeńskiego z prawem publiczności Zofii Strzałkowskiej za rok szkolny 1913/14. Lwów. 1914. с. 73—76.
23. ↑  Sprawozdanie Zakładów Naukowych Żeńskich Zofii Strzałkowskiej we Lwowie za rok szkolny 1913/14. Lwów. 1911. с. 1—10, 106, 107—108, 133—135.
24. ↑  Szematyzm Królestwa Galicyi i Lodomeryi z Wielkim Księstwem Krakowskiem na rok 1912 (PDF). Lwów. 1912. с. 590, 604.
25. ↑  Sprawozdanie Zakładu Naukowego Żeńskiego z prawem publiczności Zofii Strzałkowskiej za rok szkolny 1913/14. Lwów. 1914. с. 81, 119.
26. ↑  Szematyzm Królestwa Galicyi i Lodomeryi z Wielkim Księstwem Krakowskiem na rok 1914 (PDF). Lwów. 1914. с. 353, 372.
27. ↑  Szematyzm Królestwa Galicyi i Lodomeryi z Wielkim Księstwem Krakowskiem na rok 1914 (PDF). Lwów. 1914. с. 353.
28. ↑  Odsłonięcie tablicy pamiątkowej ku czci Zofii Strzałkowskiej.
29. ↑  Organizacja szkół. Szkolnictwo średnie. Nr 3. 1 lutego 1926: 47. {{cite journal}}: |volume= має зайвий текст (довідка)
30. 1 2  Sprawozdanie Zakładu Naukowego Żeńskiego z prawem publiczności im. Zofii Strzałkowskiej za rok szkolny 1925/6. Lwów. 1926. с. 1, 62.
31. ↑  Sprawozdanie Zakładu Naukowego Żeńskiego z prawem publiczności im. Zofii Strzałkowskiej za rok szkolny 1926/7. Lwów. 1927. с. 41—42.
32. ↑  Sprawozdanie Zakładu Naukowego Żeńskiego z prawem publiczności im. Zofii Strzałkowskiej za rok szkolny 1926/7. Lwów. 1927. с. 14—38.
33. ↑  Sprawozdanie Zakładu Naukowego Żeńskiego z prawem publiczności im. Zofii Strzałkowskiej za rok szkolny 1926/7. Lwów. 1927. с. 70—71.
34. ↑  284. Organizacja szkół. Nr 9. 10 września 1938: 340, 344. Архів оригіналу за 30 квітня 2019. Процитовано 9 квітня 2022. {{cite journal}}: |volume= має зайвий текст (довідка)
35. ↑  Sprawozdanie Dyrekcyi Prywatnego Gimnazjum Żeńskiego Zofii Strzałkowskiej we Lwowie za rok szkolny 1906/07. Lwów. 1907. с. 35.
36. ↑  Sprawozdanie Dyrekcji Prywatnego Gimnazjum Żeńskiego Zofii Strzałkowskiej we Lwowie za rok szkolny 1907/08. Lwów. 1908. с. 23.
37. ↑  Sprawozdanie Dyrekcyi Prywatnego Gimnazyum Żeńskiego Zofii Strzałkowskiej we Lwowie za rok szkolny 1908/9. Lwów. 1909. с. 45.
38. ↑  Szematyzm Królestwa Galicyi i Lodomeryi z Wielkim Księstwem Krakowskiem na rok 1909 (PDF). Lwów. 1909. с. 570.
39. ↑  Sprawozdanie Dyrekcyi Prywatnego Gimnazjum Żeńskiego Zofii Strzałkowskiej we Lwowie za rok szkolny 1909/10. Lwów. 1910. с. 43.
40. ↑  Szematyzm Królestwa Galicyi i Lodomeryi z Wielkim Księstwem Krakowskiem na rok 1910 (PDF). Lwów. 1910. с. 570.
41. ↑  Szematyzm Królestwa Galicyi i Lodomeryi z Wielkim Księstwem Krakowskiem na rok 1911 (PDF). Lwów. 1911. с. 601.
42. ↑  Sprawozdanie Dyrekcyi Prywatnego Gimnazjum Żeńskiego Zofii Strzałkowskiej we Lwowie za rok szkolny 1910/11. Lwów. 1911. с. 41.
43. ↑  Szematyzm Królestwa Galicyi i Lodomeryi z Wielkim Księstwem Krakowskiem na rok 1912 (PDF). Lwów. 1912. с. 590.
44. ↑  Sprawozdanie Zakładu Naukowego Żeńskiego z prawem publiczności Zofii Strzałkowskiej za rok szkolny 1912/13. Lwów. 1913. с. 31.
45. ↑  Sprawozdanie Zakładu Naukowego Żeńskiego z prawem publiczności Zofii Strzałkowskiej za rok szkolny 1913/14. Lwów. 1914. с. 81.
46. ↑  Spis nauczycieli szkół wyższych, średnich, zawodowych, seminarjów nauczycielskich oraz wykaz zakładów naukowych i władz szkolnych. Lwów/Warszawa: Książnica Polska. 1924. с. 316.
47. ↑  Spis nauczycieli szkół wyższych, średnich, zawodowych, seminarjów nauczycielskich oraz wykaz zakładów naukowych i władz szkolnych. Rocznik II. Warszawa-Lwów: Książnica-Atlas. 1926. с. 140, 147.
48. ↑  Sprawozdanie Zakładu Naukowego Żeńskiego z prawem publiczności im. Zofii Strzałkowskiej za rok szkolny 1925/6. Lwów. 1926. с. 62.
49. ↑  Sprawozdanie Zakładu Naukowego Żeńskiego z prawem publiczności im. Zofii Strzałkowskiej za rok szkolny 1926/7. Lwów. 1927. с. 39.
50. ↑  Spis nauczycieli szkół wyższych, średnich, zawodowych, seminarjów nauczycielskich oraz wykaz zakładów naukowych i władz szkolnych. Lwów/Warszawa: Książnica Polska. 1924. с. 383.
51. ↑  Spis nauczycieli szkół wyższych, średnich, zawodowych, seminarjów nauczycielskich oraz wykaz zakładów naukowych i władz szkolnych. Rocznik II. Warszawa-Lwów: Książnica-Atlas. 1926. с. 370.
52. ↑  Sprawozdanie Zakładu Naukowego Żeńskiego z prawem publiczności im. Zofii Strzałkowskiej za rok szkolny 1925/6. Lwów. 1926. с. 97.
53. ↑  Sprawozdanie Zakładu Naukowego Żeńskiego z prawem publiczności im. Zofii Strzałkowskiej za rok szkolny 1926/7. Lwów. 1927. с. 52, 56.
54. ↑  Sprawozdanie Zakładu Naukowego Żeńskiego z prawem publiczności im. Zofii Strzałkowskiej za rok szkolny 1926/7. Lwów. 1927. с. 70.
55. ↑  Czy wiesz kto to jest? (вид. II popr). Warszawa: Główna Księgarnia Wojskowa. 1938. с. 162.

## Зовнішні посилання
- Звіти про ЗОШ оцифровані та опубліковані в Підкарпатській цифровій бібліотеці
- Звіти середньої школи за 1906/1907 рр., оцифровані та опубліковані в Педагогічній цифровій бібліотеці
- Звіти середньої школи за 1908/1909 рр., оцифровані та опубліковані в педагогічній цифровій бібліотеці
- Звіти про середню школу за 1909/1910 рр. оцифровано та опубліковано в Педагогічній цифровій бібліотеці
- Звіти про середню школу за 1910/1911 рр., оцифровані та опубліковані в Педагогічній цифровій бібліотеці
- Звіти середньої школи за 1912/1913 рр., оцифровані та опубліковані в педагогічній цифровій бібліотеці
- Звіти середньої школи за 1913/1914 рр., оцифровані та опубліковані в Педагогічній цифровій бібліотеці
- Звіти середньої школи за 1925/1926 рр., оцифровані та опубліковані в педагогічній цифровій бібліотеці
- Звіти про середню школу за 1925/1926 роки, оцифровані та опубліковані в Сілезькій цифровій бібліотеці
- Звіти середньої школи за 1926/1927 рр., оцифровані та опубліковані в Педагогічній цифровій бібліотеці